# Цеманіт
Цеманіт — мінерал, телурит з класу оксидів. Відкритий в 1961 році в копальні Бамболла в муніципалітеті Моктесума, штат Сонора (Мексика), названий на честь Йозефа Цемана, австрійського кристалохіміка.
Систематичне позначення IMA1968-009.

## Хімічні характеристики
Це гідратований телурит металів магнію, цинку та заліза без додаткових аніонів.
Цеманіт — це оксид із хімічною формулою Mg(ZnFe)₂(TeO₃)₆·9H₂O.
Кристалізується в гексагональній системі.

## Утворення і родовища
Утворюється як рідкісний вторинний мінерал в зоні окиснення гідротермальних родовищ мінералів золота і телуру.
Зазвичай він пов'язаний з іншими мінералами, такими як: самородний телур, телурит, парателурит, спірофіт або мрозеїт.